# Schwermetall
Schwermetall – niemiecki magazyn komiksowy o tematyce science-fiction oraz dark fantasy z elementami erotyki, powstały w lutym 1980 na licencji francuskiego „Métal hurlant”.